# دكتور أوكس (رواية)
دكتور أوكس (بالفرنسية: Le Docteur Ox)‏، (بالإنجليزية: Doctor Ox)‏ مجموعةقصص قصيرة من تأليف الروائي جول فيرن صدرت عام 1874. وتشمل الروايات التالية:
- تجارب دكتور أوكس (1872)، (بالفرنسية: Une fantaisie du docteur Ox)‏
- سيد زاخريوس (1854)، (بالفرنسية: Maître Zacharius ou l'Horloger qui avait perdu son âme)‏
- دراما في الهواء (1851)، (بالفرنسية: Un drame dans les airs)‏
- شتاء في الجليد (1855)، (بالفرنسية: Un hivernage dans les glaces)‏